# Alberto Gómez (pianista)
Alberto Gómez Fernández (Madrid, 28 de marzo de 1950) es un pianista y compositor español.
Fue profesor numerario de piano por oposición del Real Conservatorio Superior de Música de Madrid, prestando también sus servicios en el Conservatorio Profesional de Música de Amaniel (Madrid) y en el Conservatorio Profesional de Música Arturo Soria (Madrid) hasta su jubilación voluntaria en el año 2010. 
Especializado en música nacionalista y contemporánea española. Es miembro de la SGAE, AMCC y AIE.

## Biografía
Realiza sus estudios musicales en el Real Conservatorio Superior de Música de Madrid. Cursa  la carrera de piano con los maestros Mª Teresa Fuster y Pedro de Lerma, obteniendo con ellos las más altas calificaciones y premios fin de carrera. Además de piano, estudia composición con Francisco Calés, Antón García Abríl y Román Alís, y dirección  de orquesta con Isidoro García Polo y Enrique García Asensio. Asistió a cursos de composición con el maestro Rodolfo Halffter guardando un especial recuerdo de sus enseñanzas.
En 1971 es becado por la Comisaría General de la Música, para realizar diversas giras de conciertos por España.   Desde que en 1972 formase dúo con el violonchelista Ricardo Vivó, llevando a cabo una intensa labor de investigación camerística, ha colaborado con los más representativos intérpretes españoles, realizando múltiples recitales de conciertos y  grabaciones para distintos medios.Sintiendo siempre un gran interés por la música española de nuestro tiempo, la ha dado a conocer en sus recitales de piano solo o con las más prestigiosas orquestas, actuando por ciudades de America y Europa.
En enero de 1978 ofreció un recital con  la obra pianística del compositor mallorquín Román Alís, en  el Centro Cultural Villa de Madrid, dando inicio a una serie de Conferencias-Concierto sobre ¨La Música Española para Piano”, que se desarrolló por distintas ciudades de España, con el propósito educativo de conocer la evolución de la riqueza musical de nuestros compositores.
Ha estrenado infinidad de obras contemporáneas de distintos compositores españoles. Entre ellos destacan la ya mencionada obra completa para piano de Román Alís (obra grabada en disco posteriormente),Tema con variaciones para piano y orquesta de Miguel Grande Martín (grabación R.N.E), Tema con variaciones para piano y orquesta de Valentín Ruíz (grabación R.N.E), así como obras para piano solo o para cámara.
Ha realizado grabaciones para R.N. de España, R.N de Canadá y R.TV de Luxemburgo y grabaciones discográficas como : “Música para piano” con obras de Román Alís, “Música Española para piano” con obras de Rodolfo Halffter, Joaquín Rodrigo, Francisco Calés, Román Alís y Alberto Gómez, ” Mujeres Españolas” con obras de Joaquín Turina, ” Música Infantil para piano” con obras del propio Alberto Gómez, “ Música Intima para piano” con obras de Enrique Granados, “ Famosas obras para piano” de Manuel de Falla, “Música de Salón” con obras de Isaac Albeniz y “ Obras para piano” del propio Alberto Gómez.
Como compositor ha desarrollado numerosos trabajos  para la pedagogía de los inicios de la técnica  pianística y del repertorio de concierto.
Desde 1974 es profesor numerario de piano, prestando sus servicios en el Real Conservatorio Superior de Música de Madrid, Conservatorio Profesional de Música de Amaniel(Madrid) y Conservatorio Profesional de Música de Arturo Soria (Madrid).
Actualmente se dedica exclusivamente a la composición e interpretación de sus propias obras.

## Obras

### Grabaciones discográficas
- 1982 - Obras para piano. Román Alís. (Etnos, 1982).

1. Sonata Op.45
2. Tema con variaciones Op.42
3. Ocho canciones populares españolas Op.77
4. Rondó de Danzas Breves Op.115

- 1992 - Música española para piano. (Several Records, 1992)

1. Dos Sonatas del Escorial. (Rodolfo Halffter)
2. Homenaje a Antonio Machado. (Rodolfo Halffter)
3. Cuatro Piezas. (Joaquín Rodrigo)
4. Dos Evocaciones. (Francisco Calés)
5. Cinco Cantos de Sefarad. (Francisco Calés)
6. Poemas de la Baja Andalucía. (Román Alís)
7. Cinco Formas. (Alberto Gómez)

- 1993 - Mujeres españolas. Joaquín Turina. (Several Records, 1993)

1. Mujeres Españolas Op.17
2. Cinco Danzas Gitanas Op.55
3. Jardín de Niños Op.63
4. Danzas Fantásticas Op.22

- 1995 - Música infantil para piano. Alberto Gómez. (Several Records, 1995)

1. Las Canciones de Mambrú. (14 canciones populares infantiles para piano)
2. Cuentos. (Once piezas fáciles para el inicio del piano)
3. Cinco Formas.
4. Historias. (Suite de piezas para piano)

- 1995 - Música íntima para piano. Enrique Granados. (Several Records, 1995)

1. Valses Poéticos  Op.10
2. Cuentos de la Juventud Op1
3. Paisaje Op.35
4. Mazurka Op.2
5. Carezza (vals). Op 38
6. Capricho Español Op.39
7. Allegro de Concierto Op.15

- 1997 - Famosas obras para piano. Manuel de Falla. (Several Records, 1997)

1. Allegro de Concierto.
2. Cuatro Piezas Españolas
3. Siete Canciones Populares Españolas
4. El Sombrero de Tres Picos
5. Primera Danza de la Vida Breve

- 2002 - Música de salón Vol.I. Albeniz (Several Records, 2002)

1. Seis Pequeños Valses
2. Seis Danzas Españolas
3. España. Seis Hojas de Álbum.

- 2011 - Impresiones fantásticas Vol.I (Several Records, 2011)

1. Sonatina para Amable
2. Tres Estudios Temáticos
3. Tres Preludios Para Piano
4. Tema con variaciones. (Sobre teclas blancas y negras)
5. Scherzo para piano
6. Cinco Sueños de Adriana
7. Fantasía para piano
8. Sonata para Jóvenes.
9. Tarantella para piano
10. La Niña Dancera
11. Las Ovejuelas
12. Toccata para piano

- 2015 - Impresiones fantásticas Vol.II (Several Records, 2015)

1. Cuatro Estudios "In blues"
2. Rondó-Jazz
3. Corto Musical. Recordando a un Clásico
4. Un Tema para Amable
5. Estudios en Forma Simétrica
6. Pequeña Fantasía Española
7. Dos Pequeñas Fugas a 3 voces
8. Danzas de los Conjuros
9. Tango-Habanera
10. Ensueño Nº 1
11. Zortziko de Concierto

### Composiciones

#### Piano Solo
- 1983 - Iniciación a la técnica del piano. Ejercicios para la técnica pianística.(Madrid, 1983). Edición: Editorial Música Mundana
- 1988 - Cinco Formas (Madrid, 1988). Edición: Editorial Música Mundana.
- 1990 - Colores. 15 Pequeños Estudios Progresivos (Madrid, 1990). Edición: Editorial Música Mundana.
- 1990 - Colorines. Mis primeros dedos (1990). Edición: Editorial Música Mundana.
- 1994 - Álbum de estudio para Adriana (Madrid, 1994). Edición: Editorial Several Records S.L
- 1994 - Historias. Cinco piezas para niños (Madrid, 1994). Edición: Editorial Several Records S.L
- 1994 - Cinco sueños de Adriana. Iniciación al piano (Santa Pola, 1994). Edición: Editorial Several Records S.L
- 1994 - Cuentos. Piezas fáciles para piano (Madrid, 1994). Edición: Editorial Música Moderna.
- 1994 - Las canciones de Mambrú. 14 Canciones populares infantiles españolas para piano en dos versiones de dificultad. (Madrid, 1994). Edición: Editorial Several Records S.L
- 1995 - La técnica del piano. Ejercicios para piano (Madrid, 1995). Edición: Editorial Several Records S.L
- 1998 - Cuatro estudios "In blues" (Madrid, 1998). Edición: Editorial Several Records S.L
- 1998 - Pequeña fantasía española (Santa Pola, 1998). Edición: Editorial Several Records S.L
- 1998 - Sonata para Amable (Madrid, 1998). Encargo: Fundación Hazen - Hossechrueders. Edición:  Editorial Alpuerto S.A.
- 1998 - Tres estudios temáticos (Madrid, 1998). Edición: Editorial Several Records S.L
- 1999 - Rondo-Jazz (Madrid, 1998) Edición: Editorial Several Records S.L
- 1999 - Danzas de los conjuros (Madrid, 1999). Edición: Editorial Several Records S.L
- 1999 - Dos pequeñas fugas. Sobre temas populares españoles (Santa Pola, 1999). Edición: Editorial Several Records S.L
- 1999 - Estudio en forma de variaciones para las octavas (Madrid, 1999). Edición: Privada
- 1999 - Estudios en forma simétrica (Madrid, 1999). Edición: Editorial Several Records S.L
- 2000 - Tema con cinco variaciones. Sobre teclas blancas y negras. (Madrid, 2000). Edición: Editorial Several Records S.L
- 2000 - Corto musical. Recordando a un Clásico (Madrid, 2000). Edición: Editorial Several Records S.L
- 2000 - Sonata para jóvenes (Madrid, 2000). Edición: Editorial Several Records
- 2001 - Scherzo para piano (Madrid, 2001). Edición: Editorial Several Records S.L
- 2004 - Un tema para Amable (Madrid, 2004). Edición: Editorial Several Records S.L
- 2006 - Fantasía para piano (Madrid, 2006). Edición: Editorial Several Records S.L
- 2006 - Tarantella para piano (Madrid, 2006). Edición: Editorial Several Records S.L
- 2006 - Toccata para piano (Madrid, 2006). Edición: Editorial Several Records S.L
- 2011 - La niña dancera. Milonga para piano (Madrid, 2001). Edición: Editorial Several Records S.L
- 2011 - Tango-habanera (Madrid, 2011). Edición: Editorial Several Records S.L
- 2012 - Zortziko de concierto (Madrid, 2012). Edición: Editorial Several Records S.L
- 2014 - Ensueño Nº1 (Madrid, 2014). Edición: Editorial Several Records S.L

#### Piano a cuatro manos
- 1991 - Dos piezas de fantasía (Madrid, 1991). Edición: Privada

#### Voz y piano
- 1982 - Tres canciones (Madrid, 1982). Edición: Privada

1. Canción nocturna (Texto: Juan Ramón Jiménez).
2. Tristeza del campo (Texto: Juan Ramón Jiménez).
3. Canción 8 (Texto: Rafael Alberti).

- 2001 - Doce canciones populares españolas (Madrid, 2001). Edición: Privada